# Głębia ostrości

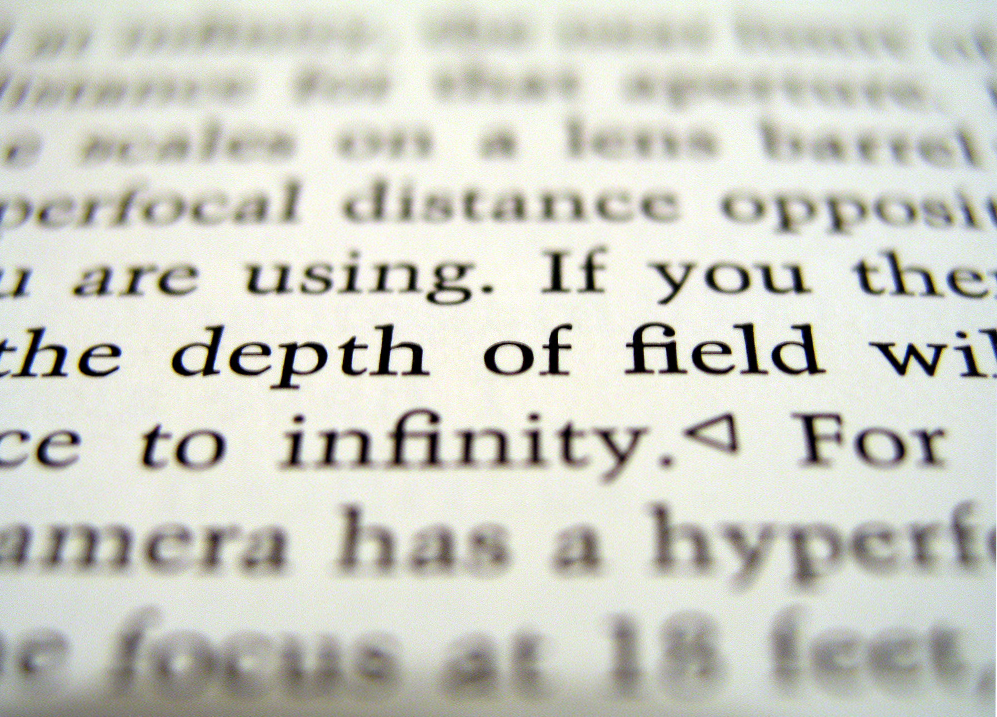
Głębia ostrości w makrofotografii

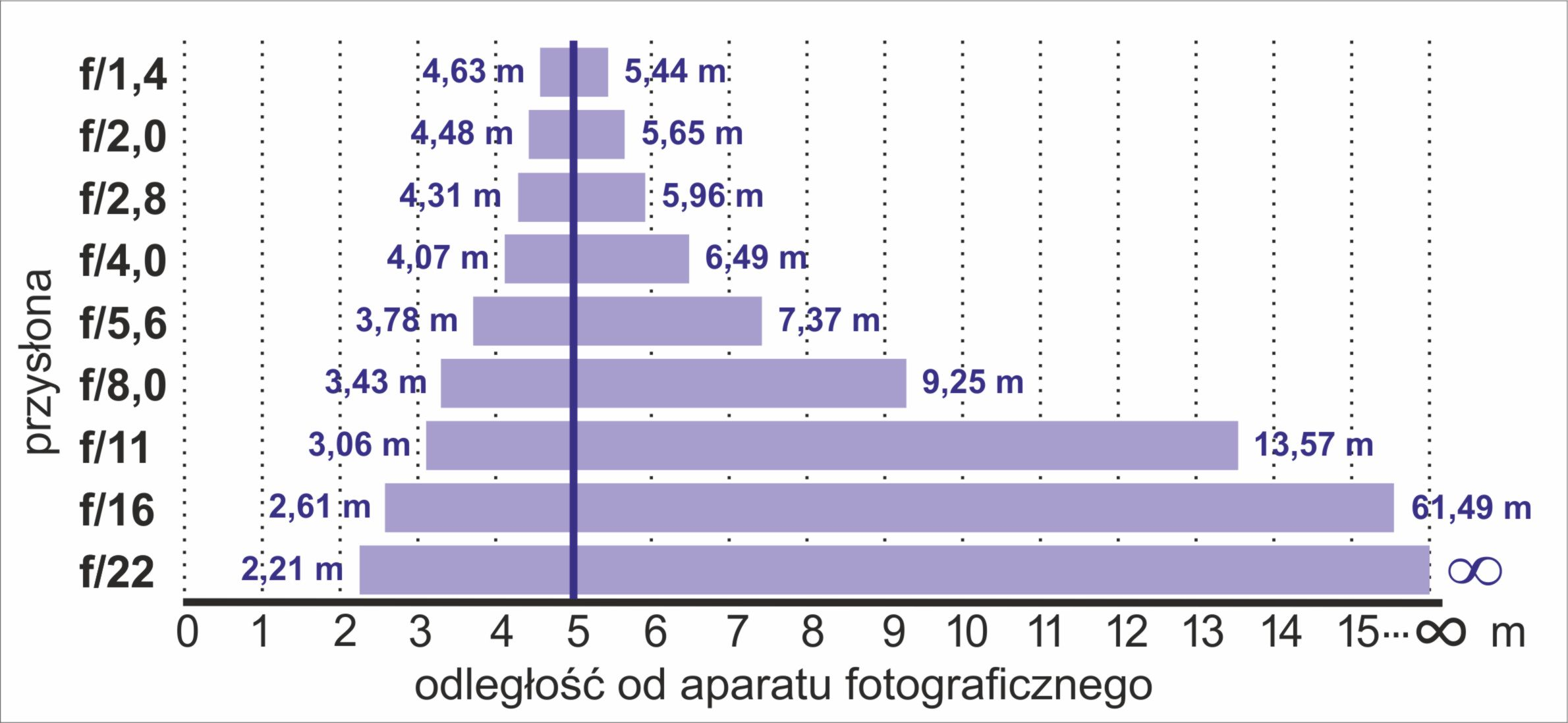
Wpływ przysłony na głębię ostrości

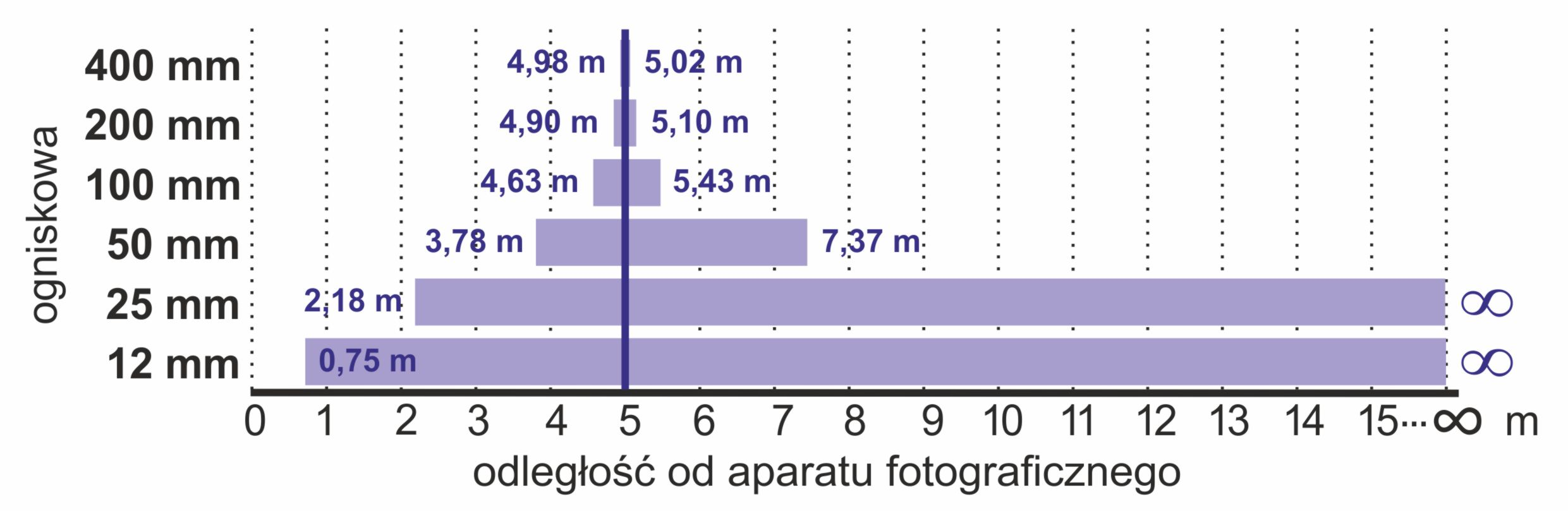
Wpływ ogniskowej na głębię ostrości

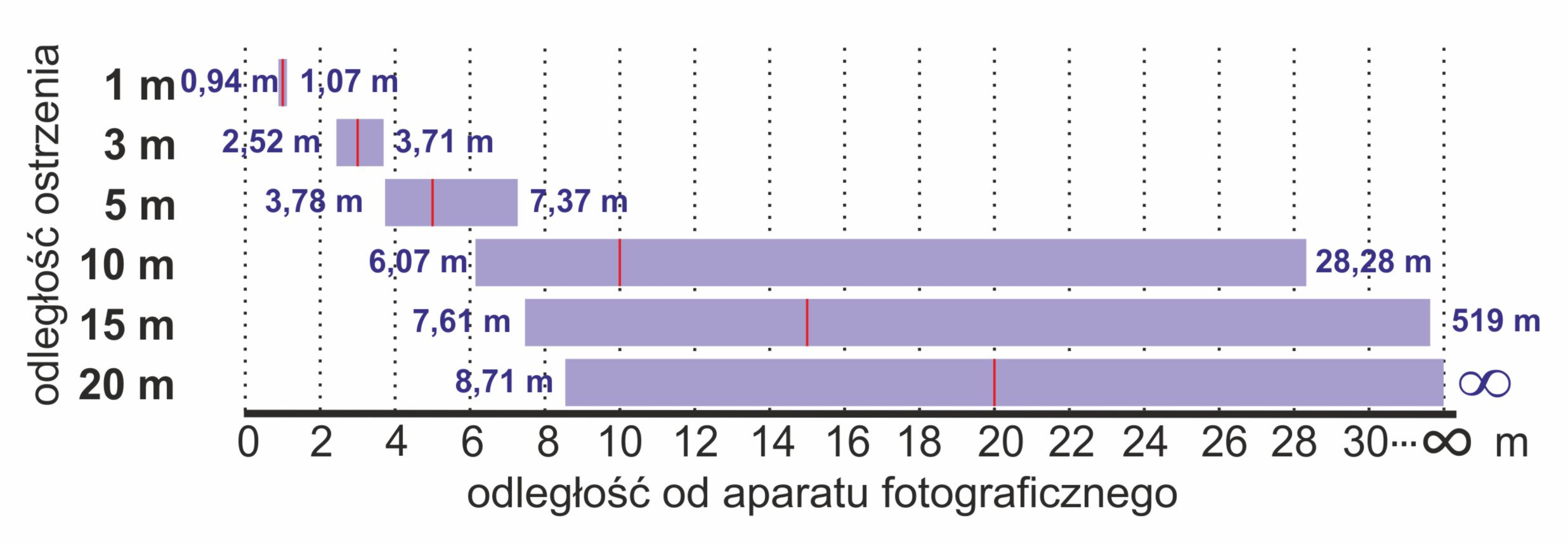
Wpływ odległości ostrzenia na głębię ostrości

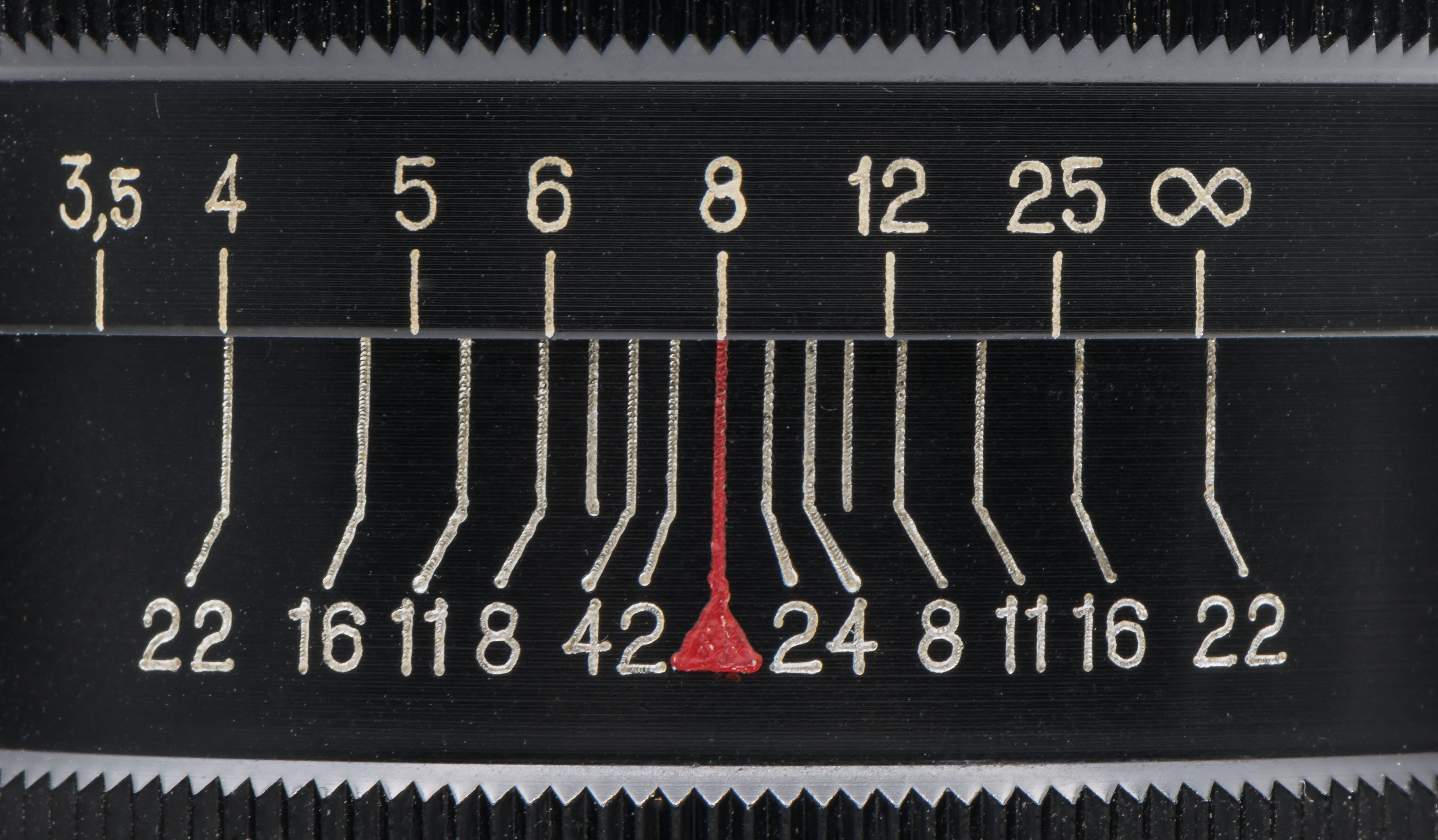
Skala głębi ostrości na obiektywie

Głębia ostrości, głębokość ostrości – parametr stosowany w optyce i fotografii do określania zakresu odległości, w którym obiekty obserwowane przez urządzenie optyczne sprawiają wrażenie ostrych (to znaczy mających wyraźne, nierozmazane kontury).
Duża głębia ostrości zapewnia ostrość większości elementów na zdjęciu, natomiast mała (czyli precyzyjne ustawienie ostrości na fotografowany element i nieostre tło) bywa pożądana przy zdjęciach portretowych i artystycznych, gdyż wyodrębnia fotografowany obiekt na tle otoczenia.
Bezpośrednio na głębię ostrości mają wpływ następujące czynniki:
- przysłona – im mniejszy pozostawiony jest otwór względny (czyli im wyższa liczba przysłony, na przykład 16 lub 22), tym większa głębia ostrości,
- ogniskowa obiektywu – im długość ogniskowej jest mniejsza, tym łatwiej uzyskać większą głębię ostrości, niż w przypadku obiektywów o długich ogniskowych, jednak pamiętając o tym, że dla obu przypadków przy zachowaniu punktu perspektywy zmieni się wtedy powiększenie obiektu[1][2][3]; problem zależności głębi ostrości od wartości ogniskowej nie jest trywialny i nie da się go scharakteryzować jednoznacznie, jednocześnie pamiętając o odrzuceniu rozpowszechnianego błędnie stwierdzenia, że obiektywy szerokokątne mają większą głebię ostrości niż długoogniskowe. Zarówno teoria, jak i praktyka pokazuje, że głębia ostrości dla obiektywów o różnych ogniskowych przy zachowaniu stałej wartości powiększenia jest taka sama lub bardzo zbliżona. Na zdjęciach z podanego linku[4], pokazano że zakres głebi ostrości dla ogniskowej f1 = 35 mm i f2 = 70 mm jest praktycznie taki sam. Zachowano stałe powiększenie obiektu. Taki sam wniosek wykazano i wytłumaczono w artykule[1]. Teoretyczne rozważania i dowód na temat pozornej zależności głębi ostrości od ogniskowej przeprowadzono w[2].
- odległość przedmiotowa, na jaką ustawiona jest ostrość obiektywu (dystans między obiektem, a aparatem) – im odległość przedmiotowa jest większa, jak też im większa jest ona w stosunku do wartości ogniskowej, tym większa głębia ostrości[3].

Pośrednio na głębię ostrości wpływa rozdzielczość i wielkość matrycy światłoczułej (lub błony fotograficznej w starszych aparatach).

## Obliczanie głębi ostrości
Niech {\displaystyle f} będzie ogniskową obiektywu {\displaystyle N} – liczbą przysłony, a {\displaystyle c} – krążkiem rozmycia dla danego filmu fotograficznego czy matrycy światłoczułej. Odległość hiperfokalna (odległość od aparatu, gdzie dla danej przysłony ostre są wszystkie obiekty począwszy od tej odległości, aż do nieskończoności) {\displaystyle H} to:
{\displaystyle H\approx {\frac {f^{2}}{Nc}}.}
W przypadkach kiedy odległość na jaką nastawiony jest obiektyw jest „znaczna” (znacząco większa niż ogniskowa obiektywu), wzór na głębię ostrości wygląda następująco: niech {\displaystyle s} będzie odległością na jaką nastawiony jest obiektyw, {\displaystyle D_{\mathrm {N} }} – odległością od obiektywu do początku głębi ostrości, a {\displaystyle D_{\mathrm {F} }} – odległością od aparatu do końca głębi ostrości:
{\displaystyle D_{\mathrm {N} }\approx {\frac {Hs}{H+s}},}
{\displaystyle D_{\mathrm {F} }\approx {\frac {Hs}{H-s}}{\mbox{ dla }}s<H.}
Kiedy obiektyw zogniskowany jest na odległość hiperfokalną:
{\displaystyle D_{\mathrm {F} }=\infty } – w fotografii nieskończoność {\displaystyle \infty } jest zazwyczaj definiowana jako odległość równa lub większa tysiąckrotnej długości ogniskowej.
{\displaystyle D_{\mathrm {N} }={\frac {H}{2}}}
Głębokość ostrości {\displaystyle \mathrm {DOF} } równa się {\displaystyle D_{\mathrm {F} }-D_{\mathrm {N} }{:}}
{\displaystyle \mathrm {DOF} \approx {\frac {2Hs^{2}}{H^{2}-s^{2}}}{\mbox{ dla }}s<H.}
Dla {\displaystyle s\geqslant H} koniec głębi ostrości znajduje się przy nieskończoności i głębia ostrości jest nieskończona – tylko elementy znajdujące się na granicy lub poza granicą początku głębi ostrości zostaną zarejestrowane w sposób ostry.
Podstawiając za {\displaystyle H,} wzór może być zapisany w sposób następujący:
{\displaystyle \mathrm {DOF} \approx {\frac {2Ncf^{2}s^{2}}{f^{4}-N^{2}c^{2}s^{2}}}.}
Dla danego formatu filmu lub wielkości matrycy światłoczułej głębia ostrości uzależniona jest od ogniskowej obiektywu, przysłony, odległości fotografowanego obiektu (odległości, na jaką jest nastawiony obiektyw) i krążka rozmycia (rozdzielczości elementu, na którym zapisywany jest obraz).
Przykładowa tabela z głębią ostrości przy przysłonie f/5,6 i nastawieniu odległości na 5 m dla aparatu klasycznego z kliszą 35 mm:
| Ogniskowa [mm] | Początek głębi ostrości [m] | Koniec głębi ostrości [m] | Głębia ostrości [m]             |
| -------------- | --------------------------- | ------------------------- | ------------------------------- |
| 20             | 1,59                        | {\displaystyle \infty }   | 1,59 do {\displaystyle \infty } |
| 50             | 3,70                        | 7,60                      | 3,90                            |
| 90             | 4,60                        | 5,80                      | 1,20                            |
| 135            | 4,75                        | 5,30                      | 0,65                            |
| 180            | 4,85                        | 5,15                      | 0,30                            |
| 250            | 4,94                        | 5,06                      | 0,12                            |

## Głębia ostrości wmakrofotografii
Przy fotografowaniu z małej odległości głębia ostrości ulega zmniejszeniu. Można ją rozszerzyć, zmniejszając średnicę otworu przysłony, jednak poniżej pewnego rozmiaru otworu dalsza poprawa głębi nie jest już możliwa z uwagi na zjawiska dyfrakcyjne. Dyfrakcja powoduje rozmycie całego obrazu, niezależnie od odległości odwzorowywanych obiektów.

### Zwiększanie głębi ostrości
Stosując specjalne zabiegi, można otrzymać fotografie o głębi ostrości całkowicie nieosiągalnej przez optykę.

#### Składanie zdjęć
Dzięki komputerowej obróbce obrazu możliwe jest sztuczne zwiększenie głębi ostrości fotografii przez złożenie ze sobą fragmentów zdjęć wykonanych z różnymi nastawami ostrości. Stos uzyskanych w ten sposób zdjęć poddaje się obróbce cyfrowej polegającej na wyborze najostrzejszych odwzorowań poszczególnych obszarów. Głębia ostrości obrazu wynikowego rozciąga się od strefy ostrości pierwszego do ostatniego zdjęcia.

#### Naświetlanie
Przedmiot oświetla się rzutnikiem przez szczelinę, prostopadle do osi optycznej obiektywu, następnie ustawia się ostrość na część oświetloną, a w czasie naświetlania jednostajnie odsuwa się przedmiot od aparatu, naświetlając kolejne jego fragmenty.

## Przykładowe zdjęcia

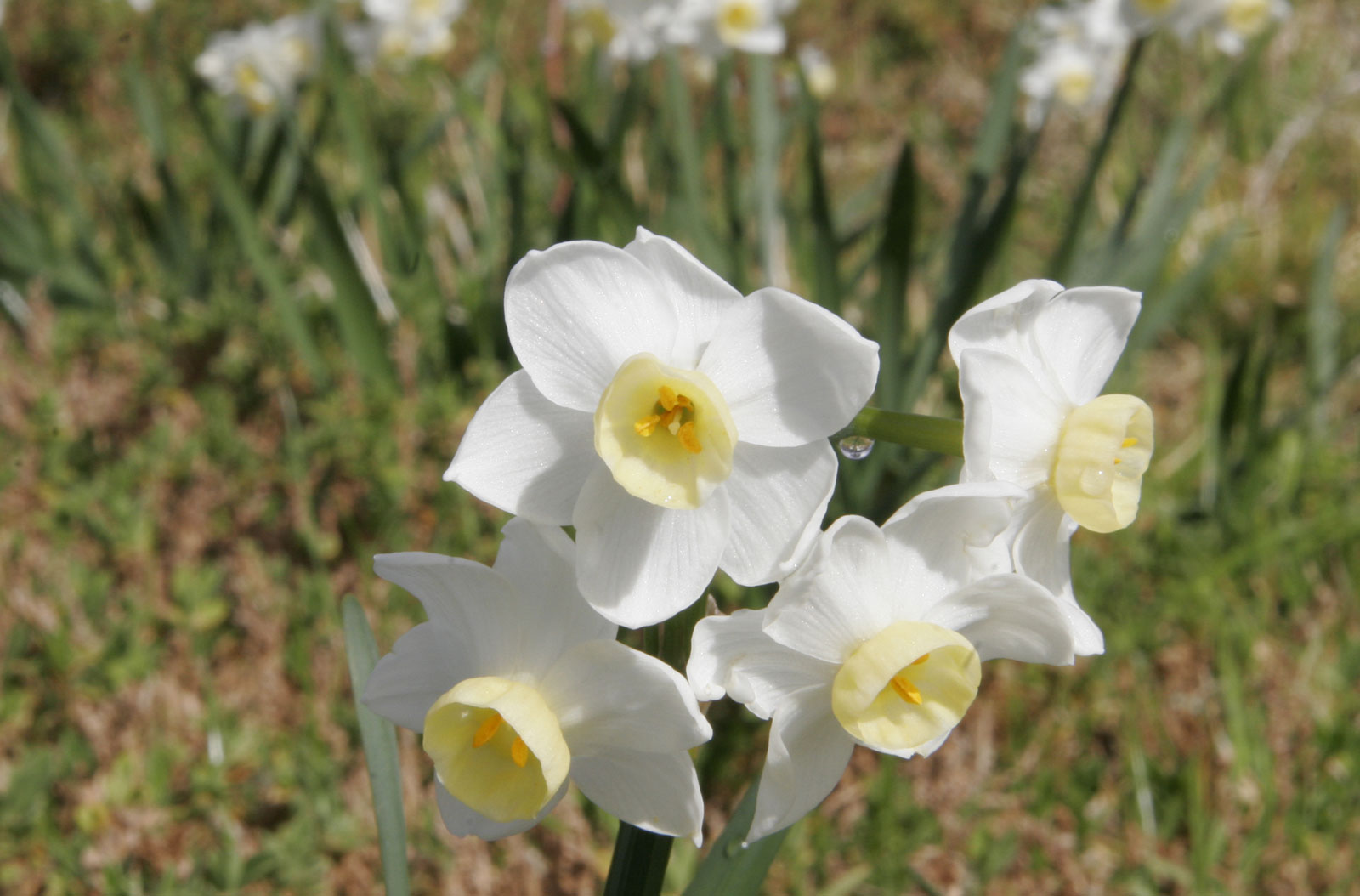
Średnia głębia ostrości – kwiat ostry, tło nieco rozmazane (przysłona f/32)
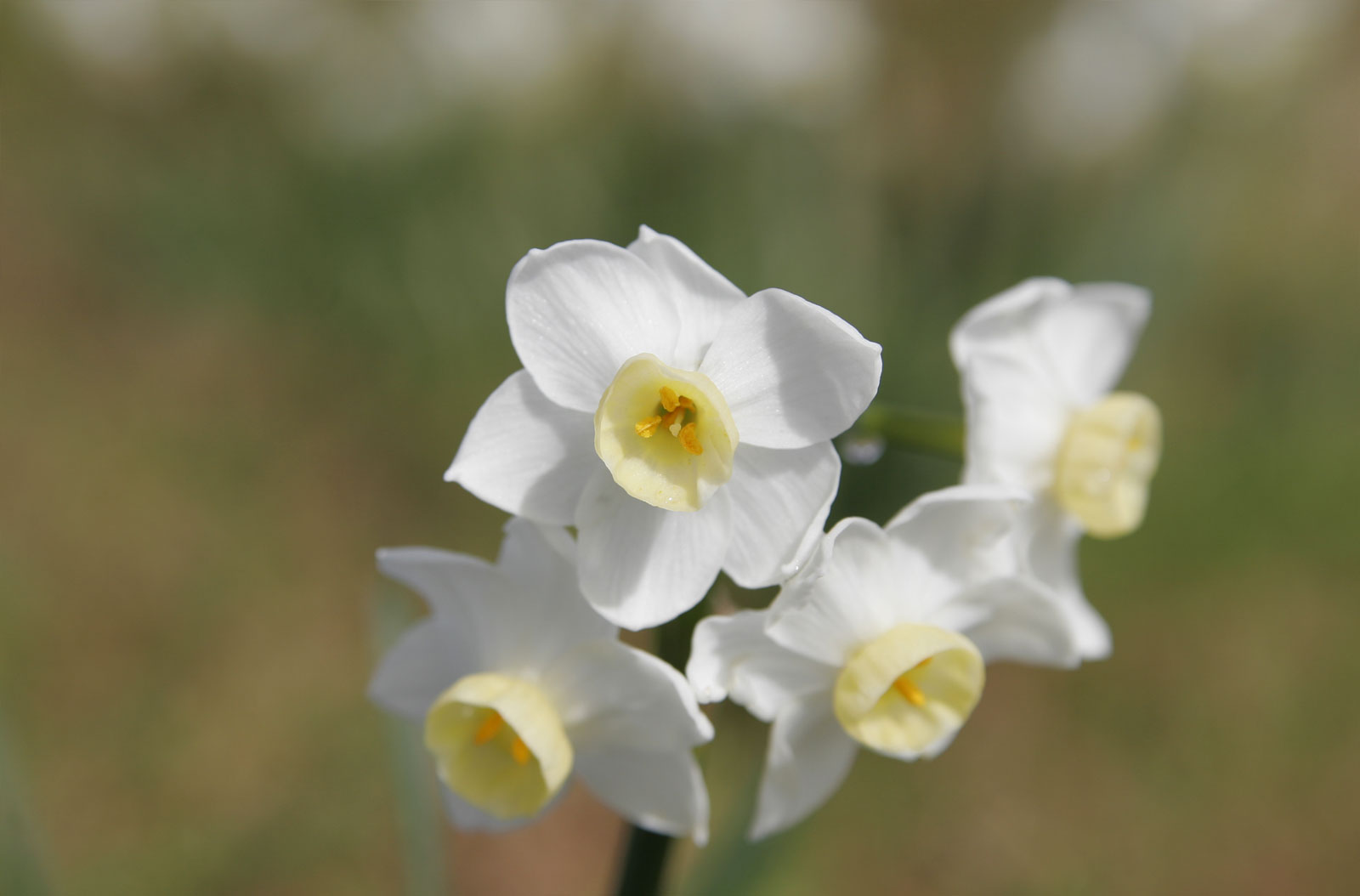
Niewielka głębia ostrości – elementy kwiatu nieostre, całkowicie rozmazane tło (przysłona f/5)
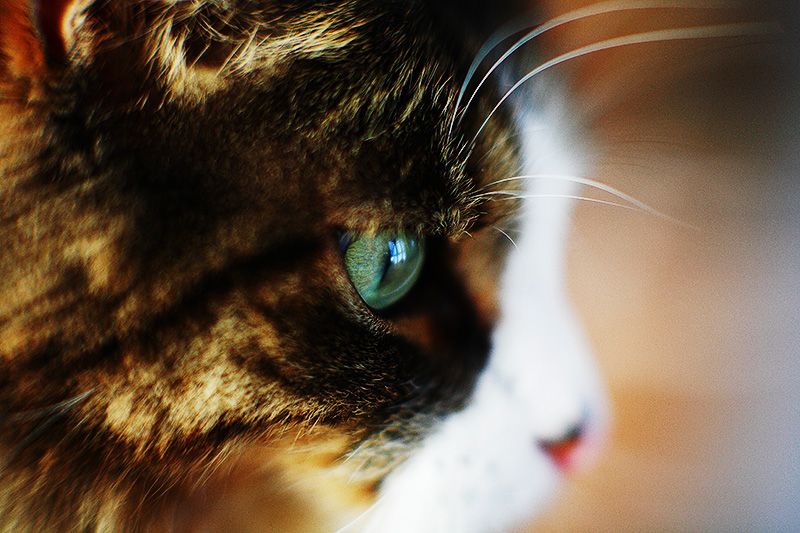
Kilkucentymetrowa głębia ostrości